# Echinocțiu
| Data și ora (UTC) echinocțiului și solstițiului pe Pământ                                               | Data și ora (UTC) echinocțiului și solstițiului pe Pământ                                               | Data și ora (UTC) echinocțiului și solstițiului pe Pământ                                               | Data și ora (UTC) echinocțiului și solstițiului pe Pământ                                               | Data și ora (UTC) echinocțiului și solstițiului pe Pământ                                               | Data și ora (UTC) echinocțiului și solstițiului pe Pământ                                               | Data și ora (UTC) echinocțiului și solstițiului pe Pământ                                               | Data și ora (UTC) echinocțiului și solstițiului pe Pământ                                               | Data și ora (UTC) echinocțiului și solstițiului pe Pământ                                               | |
| Poziţia Terrei punând în evidenţă orientarea sa în raport cu razele Soarelui în timpul unui echinocţiu. | Poziţia Terrei punând în evidenţă orientarea sa în raport cu razele Soarelui în timpul unui echinocţiu. | Poziţia Terrei punând în evidenţă orientarea sa în raport cu razele Soarelui în timpul unui echinocţiu. | Poziţia Terrei punând în evidenţă orientarea sa în raport cu razele Soarelui în timpul unui echinocţiu. | Poziţia Terrei punând în evidenţă orientarea sa în raport cu razele Soarelui în timpul unui echinocţiu. | Poziţia Terrei punând în evidenţă orientarea sa în raport cu razele Soarelui în timpul unui echinocţiu. | Poziţia Terrei punând în evidenţă orientarea sa în raport cu razele Soarelui în timpul unui echinocţiu. | Poziţia Terrei punând în evidenţă orientarea sa în raport cu razele Soarelui în timpul unui echinocţiu. | Poziţia Terrei punând în evidenţă orientarea sa în raport cu razele Soarelui în timpul unui echinocţiu. | Poziţia Terrei punând în evidenţă orientarea sa în raport cu razele Soarelui în timpul unui echinocţiu. |
| eveniment                                                                                               | Echinocțiul                                                                                             | Echinocțiul                                                                                             | Solstițiul                                                                                              | Solstițiul                                                                                              | Echinocțiul                                                                                             | Echinocțiul                                                                                             | Solstițiul                                                                                              | Solstițiul                                                                                              | |
| lună | Martie                                                                                                  | Martie                                                                                                  | Iunie                                                                                                   | Iunie                                                                                                   | Septembrie                                                                                              | Septembrie                                                                                              | Decembrie                                                                                               | Decembrie                                                                                               | |
| an | | | | | | | | | |
| an | zi | oră | zi | oră | zi | oră | zi | oră | |
| --- | --- | --- | --- | --- | --- | --- | --- | --- | --- |
| 2010 | 20 | 17:32:13                                                                                                | 21 | 11:28:25                                                                                                | 23 | 03:09:02                                                                                                | 21 | 23:38:28                                                                                                | |
| 2011 | 20 | 23:21:44                                                                                                | 21 | 17:16:30                                                                                                | 23 | 09:04:38                                                                                                | 22 | 05:30:03                                                                                                | |
| 2012 | 20 | 05:14:25                                                                                                | 20 | 23:09:49                                                                                                | 22 | 14:49:59                                                                                                | 21 | 11:12:37                                                                                                | |
| 2013 | 20 | 11:02:55                                                                                                | 21 | 05:04:57                                                                                                | 22 | 20:44:08                                                                                                | 21 | 17:11:00                                                                                                | |
| 2014 | 20 | 16:57:05                                                                                                | 21 | 10:51:14                                                                                                | 23 | 02:29:05                                                                                                | 21 | 23:03:01                                                                                                | |
| 2015 | 20 | 22:45:09                                                                                                | 21 | 16:38:55                                                                                                | 23 | 08:20:33                                                                                                | 22 | 04:48:57                                                                                                | |
| 2016 | 20 | 04:30:11                                                                                                | 20 | 22:34:11                                                                                                | 22 | 14:21:07                                                                                                | 21 | 10:44:10                                                                                                | |
| 2017 | 20 | 10:28:38                                                                                                | 21 | 04:24:09                                                                                                | 22 | 20:02:48                                                                                                | 21 | 16:28:57                                                                                                | |
| 2018 | 20 | 16:15:27                                                                                                | 21 | 10:07:18                                                                                                | 23 | 01:54:05                                                                                                | 21 | 22:23:44                                                                                                | |
| 2019 | 20 | 21:58:25                                                                                                | 21 | 15:54:14                                                                                                | 23 | 07:50:10                                                                                                | 22 | 04:19:25                                                                                                | |
| 2020 | 20 | 03:50:36                                                                                                | 20 | 21:44:40                                                                                                | 22 | 13:31:38                                                                                                | 21 | 10:02:19                                                                                                | |
| 2021 | 20 | 09:37:27                                                                                                | 21 | 03:32:08                                                                                                | 22 | 19:21:03                                                                                                | 21 | 15:59:16                                                                                                | |
| 2022 | 20 | 15:33:23                                                                                                | 21 | 09:13:49                                                                                                | 23 | 01:03:40                                                                                                | 21 | 21:48:10                                                                                                | |
| 2023 | 20 | 21:24:24                                                                                                | 21 | 14:57:47                                                                                                | 23 | 06:49:56                                                                                                | 22 | 03:27:19                                                                                                | |
| 2024 | 20 | 03:06:21                                                                                                | 20 | 20:50:56                                                                                                | 22 | 12:43:36                                                                                                | 21 | 09:20:30                                                                                                | |
| 2025 | 20 | 09:01:25                                                                                                | 21 | 02:42:11                                                                                                | 22 | 18:19:16                                                                                                | 21 | 15:03:01                                                                                                | |
| 2026 | 20 | 14:45:53                                                                                                | 21 | 08:24:26                                                                                                | 23 | 00:05:08                                                                                                | 21 | 20:50:09                                                                                                | |
| 2027 | 20 | 20:24:36                                                                                                | 21 | 14:10:45                                                                                                | 23 | 06:01:38                                                                                                | 22 | 02:42:04                                                                                                | |
| 2028 | 20 | 02:17:02                                                                                                | 20 | 20:01:54                                                                                                | 22 | 11:45:12                                                                                                | 21 | 08:19:33                                                                                                | |
| 2029 | 20 | 08:01:52                                                                                                | 21 | 01:48:11                                                                                                | 22 | 17:38:23                                                                                                | 21 | 14:13:59                                                                                                | |
| 2030 | 20 | 13:51:58                                                                                                | 21 | 07:31:11                                                                                                | 22 | 23:26:46                                                                                                | 21 | 20:09:30                                                                                                | |
| 2031 | 20 | 19:40:51                                                                                                | 21 | 13:17:00                                                                                                | 23 | 05:15:10                                                                                                | 22 | 01:55:25                                                                                                | |
| 2032 | 20 | 01:21:45                                                                                                | 20 | 19:08:38                                                                                                | 22 | 11:10:44                                                                                                | 21 | 07:55:48                                                                                                | |
| 2033 | 20 | 07:22:35                                                                                                | 21 | 01:00:59                                                                                                | 22 | 16:51:31                                                                                                | 21 | 13:45:51                                                                                                | |
| 2034 | 20 | 13:17:20                                                                                                | 21 | 06:44:02                                                                                                | 22 | 22:39:25                                                                                                | 21 | 19:33:50                                                                                                | |
| 2035 | 20 | 19:02:34                                                                                                | 21 | 12:32:58                                                                                                | 23 | 04:38:46                                                                                                | 22 | 01:30:42                                                                                                | |
| 2036 | 20 | 01:02:40                                                                                                | 20 | 18:32:03                                                                                                | 22 | 10:23:09                                                                                                | 21 | 07:12:42                                                                                                | |
| 2037 | 20 | 06:50:05                                                                                                | 21 | 00:22:16                                                                                                | 22 | 16:12:54                                                                                                | 21 | 13:07:33                                                                                                | |
| 2038 | 20 | 12:40:27                                                                                                | 21 | 06:09:12                                                                                                | 22 | 22:02:05                                                                                                | 21 | 19:02:08                                                                                                | |
| 2039 | 20 | 18:31:50                                                                                                | 21 | 11:57:14                                                                                                | 23 | 03:49:25                                                                                                | 22 | 00:40:23                                                                                                | |
| 2040 | 20 | 00:11:29                                                                                                | 20 | 17:46:11                                                                                                | 22 | 09:44:43                                                                                                | 21 | 06:32:38                                                                                                | |
| 2041 | 20 | 06:06:36                                                                                                | 20 | 23:35:39                                                                                                | 22 | 15:26:21                                                                                                | 21 | 12:18:07                                                                                                | |
| 2042 | 20 | 11:53:06                                                                                                | 21 | 05:15:38                                                                                                | 22 | 21:11:20                                                                                                | 21 | 18:03:51                                                                                                | |
| 2043 | 20 | 17:27:34                                                                                                | 21 | 10:58:09                                                                                                | 23 | 03:06:43                                                                                                | 22 | 00:01:01                                                                                                | |
| 2044 | 19 | 23:20:20                                                                                                | 20 | 16:50:55                                                                                                | 22 | 08:47:39                                                                                                | 21 | 05:43:22                                                                                                | |
| 2045 | 20 | 05:07:24                                                                                                | 20 | 22:33:41                                                                                                | 22 | 14:32:42                                                                                                | 21 | 11:34:54                                                                                                | |
| 2046 | 20 | 10:57:38                                                                                                | 21 | 04:14:26                                                                                                | 22 | 20:21:31                                                                                                | 21 | 17:28:16                                                                                                | |
| 2047 | 20 | 16:52:26                                                                                                | 21 | 10:03:16                                                                                                | 23 | 02:07:52                                                                                                | 21 | 23:07:01                                                                                                | |
| 2048 | 19 | 22:33:37                                                                                                | 20 | 15:53:43                                                                                                | 22 | 08:00:26                                                                                                | 21 | 05:02:03                                                                                                | |
| 2049 | 20 | 04:28:24                                                                                                | 20 | 21:47:06                                                                                                | 22 | 13:42:24                                                                                                | 21 | 10:51:57                                                                                                | |
| 2050 | 20 | 10:19:22                                                                                                | 21 | 03:32:48                                                                                                | 22 | 19:28:18                                                                                                | 21 | 16:38:29                                                                                                | |

Echinocțiul (numit și echinox) este momentul când ziua și noaptea sunt egale în orice loc de pe Pământ, datorită faptului că Soarele, în mișcarea sa aparentă pe cer, se află exact pe ecuatorul ceresc. Punctele de intersecție ale eclipticii (traiectoria mișcării aparente a Soarelui pe sfera cerească) cu ecuatorul ceresc se numesc puncte echinocțiale. Punctele echinocțiale își schimbă poziția pe ecliptică din cauza fenomenului de precesie.
Echinocțiul are loc de două ori pe an. Prima dată este momentul când Soarele traversează ecuatorul ceresc trecând din emisfera cerească sudică în cea nordică, în jurul datei de 20 martie, reprezentând echinocțiul de primăvară în emisfera nordică și echinocțiul de toamnă în cea sudică. Acest punct de intersecție a eclipticii cu ecuatorul ceresc se numește punctul vernal. Punctul vernal este folosit pentru definirea coordonatelor astronomice ecuatoriale. Datorită faptului că punctul se deplasează pe ecliptică, coordonatele se definesc pentru poziția punctului într-un anumit an, de exemplu 1950,0 sau 2000,0.
În această zi Soarele trece exact la zenit pe ecuatorul terestru.

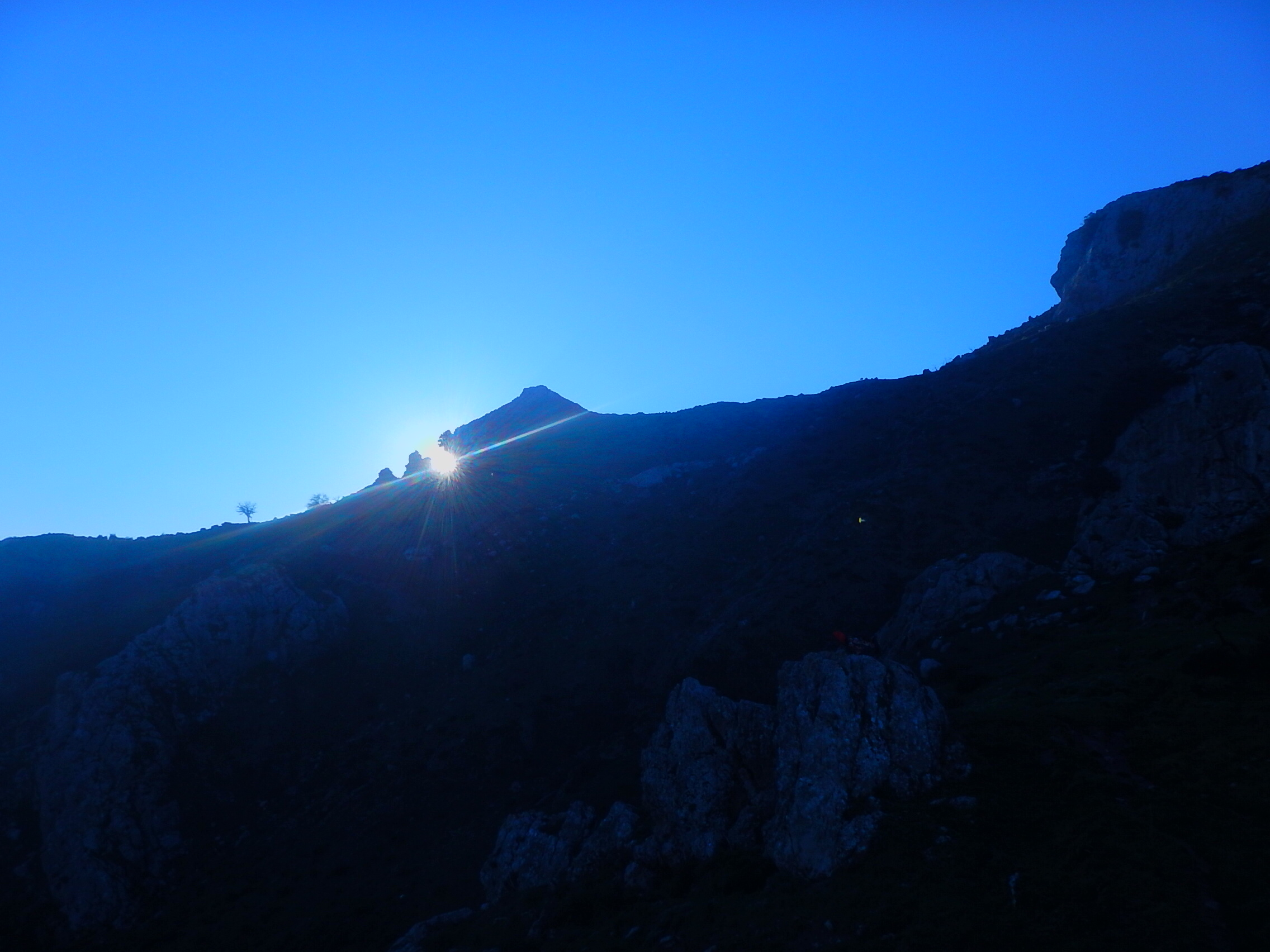
Apusul Soarelui în zilele de echinocțiu văzut de pe situl Pizzo Vento, Fondachelli-Fantina, Sicilia

Al doilea echinocțiu al anului este momentul când Soarele traversează ecuatorul ceresc trecând din emisfera cerească nordică în cea sudică, în jurul datei de 23 septembrie, reprezentând echinocțiul de primăvară în emisfera sudică și echinocțiul de toamnă în emisfera nordică. Punctul de intersecție din acest moment al eclipticii cu ecuatorul ceresc se numește punctul autumnal.

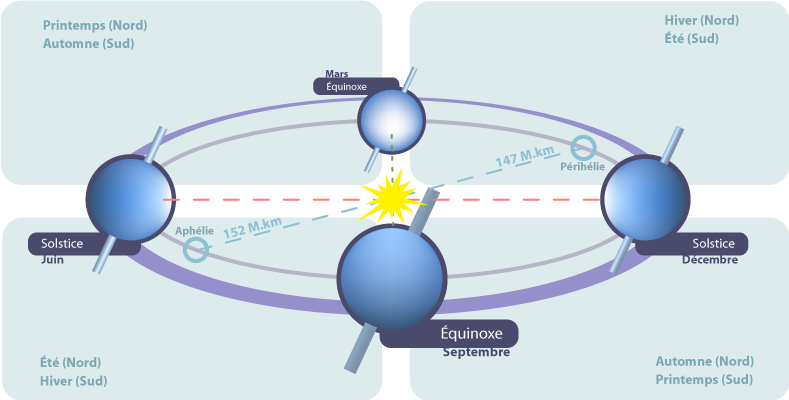
Schemă care indică orientarea aproximativă a Pământului în raport cu Soarele la solstițiul din iunie (stânga), echinocțiul din septembrie (jos), solstițiul din decembrie (dreapta) și echinocțiul din martie (sus).

## Etimologie
Termenul românesc echinocțiu are etimologie dublă: împrumut din latinul æquinoctium, care este format prin compunere, din lat. æquus: „egal” cu lat. nox, noctis: „noapte”, precum și împrumut din franceză: équinoxe care provine din același cuvânt latinesc æquinoctium. Aceasta, pentru că la echinocțiu ziua și noaptea au durate egale.
Astfel, echinocțiul de primăvară (sau vernal) descrie echinocțiul din martie în emisfera nordică, în timp ce echinocțiul din septembrie pe cel din emisfera sudică.

## Generalități
Observarea sistematică a răsăriturilor de Soare a demonstrat că pe orizont poziția lor se schimbă în cursul anului, totul rămânând între două extreme. Cum cele două extreme coincid cu solstițiile, adică cu durata maximă și minimă a zilei (sau a nopții), s-a putut conchide că dacă Soarele răsare exact la jumătatea distanței dintre aceste două extreme, durat zilei ar fi egală cu aceea a nopții. Dacă se măsoară aceste intervale cu o precizie suficientă, se constată că această concluzie nu este adevărată decât într-un mod aproximativ. 
În această zi, există un punct pe ecuatorul terestru unde Soarele culminează la Zenit.

### Linia echinocțiului
Linia echinocțiului sau linia echinocțială este dreapta de intersecție a planului eclipticii (care este aceea a orbitei Pământului) cu planul ecuatorului ceresc (care este cel al ecuatorului terestru). Ea este perpendiculară pe linia solstițiilor sau linia solstițială.
Un echinocțiu sau punct echinocțial este unul din cele două puncte de intersecție ale liniei echinocțiale cu sfera cerească.
Un an cunoaște două echinocții sau puncte echinocțiale: primul, între 19 și 21 martie, iar al doilea, între 21 și 24 septembrie (A se vedea tabelul).
Perioada care se scurge de la un echinocțiu de primăvară la altul nu este egală, în mod strict, cu anul tropic (care este, prin definiție, durata necesară pentru ca λ, longitudinea ecliptică a Soarelui, să crească exact cu 360°, actualmente de vreo 365,242 2 zile sau 365 de zile 5 ore, 48 de minute și 46 de secunde (precis 365,242 190 516 6, în anul 2000, o valoare care se diminuează încet, acum cu 0,53 de secunde pe secol). Acest an echinocțial de primăvară, sau an vernal (precis 365,242 364 60 de zile, adică 365 de zile 5 ore, 49 de minute și 1,2 secunde) este actualmente mai lung (cu vreo 15 secunde) decât anul tropic și va crește ușor cu timpul care trece (0,9 secunde pe secol), și este mai scurt cu circa 11 secunde decât anul gregorian (365,242 5 zile, adică 365, de zile 5 ore 49 de minute și 12 secunde). Ele vor coincide prin anul 3600, apoi anul vernal va depăși anul gregorian, apoi se va diminua și va coincide, din nou, cu acesta prin anul 5700 înainte de a continua să se diminueze.
Prin extindere, echinocții pot să desemneze și zilele anului în care se produc aceste treceri la Zenit. Datele echinocțiilor sunt legate prin convenție de acelea de început al primăverii și al toamnei.